# Xiashe (köpinghuvudort i Kina, Shanxi Sheng, lat 39,51, long 113,29)
Xiashe är en köpinghuvudort i Kina. Den ligger i provinsen Shanxi, i den norra delen av landet, omkring 190 kilometer norr om provinshuvudstaden Taiyuan. Antalet invånare är 21 781. Befolkningen består av 10 571 kvinnor och 11 210 män. Barn under 15 år utgör 17,0 %, vuxna 15-64 år 72 %, och äldre över 65 år 10,0 %.
Runt Xiashe är det ganska tätbefolkat, med 172 invånare per kvadratkilometer. Närmaste större samhälle är Nanhezhong, 4,4 km sydväst om Xiashe. Trakten runt Xiashe består i huvudsak av gräsmarker.
Genomsnittlig årsnederbörd är 701 millimeter. Den regnigaste månaden är juli, med i genomsnitt 185 mm nederbörd, och den torraste är januari, med 4 mm nederbörd.